# Kunigunda av Eisenberg
Kunigunda av Eisenberg (kallad Kunne), född 1245, död 1290, var en lantgrevinna av Thüringen. 
Hon äktade 1274 lantgreven Albrekt den vanartige av Thüringen, med vilken hon, då hovdam hos hans gemål Margareta, före äktenskapet hade en son, Apitz. För att legitimera honom dolde hon honom vid vigseln under sin kappa (därav hans namn "Mantelkind"). Då lantgreven ville insätta denne son som arvinge till Thüringen, råkade han i strider med sina övriga söner.